# Pałac Apostolski
Pałac Apostolski (wł. Palazzo Apostolico) – oficjalna rezydencja papieża, która mieści się w Watykanie. Znany jest też pod nazwami Święty Pałac, Pałac Papieski oraz Pałac Watykański. Watykan używa też nazwy Pałac Sykstusa V na cześć papieża Sykstusa V.
Obecnie określenie „Pałac Apostolski” jest używane w szerszym kontekście niż tylko bezpośrednio do Pałacu Sykstusa V. Metonimicznie stanowi określenie papiestwa w ogólności (tak samo jak Belweder jest używane do ogólnego określenia otoczenia Prezydenta i jego samego). Rzadziej nazwa odnosi się fizycznie do budynku.

## Konstrukcja
Pałac jest serią zawierających się w sobie budynków z dobrze znaną zewnętrzną strukturą, która otacza Dziedziniec Sykstusa V (wł. Cortile di Sisto V). Pałac jest położony na północny wschód od bazyliki św. Piotra oraz przylega do Bastionu Mikołaja V i Pałacu Grzegorza XIII (wł. Palazzo di Gregorio XIII).
Rzadziej niż tradycyjny pałac (budynek mieszkalny otoczony budynkami pomocniczymi), Pałac Apostolski pełni nie tylko funkcje mieszkalne. Posiada biura pomocnicze pełniące wiele różnych funkcji jak np. funkcje administracyjne i nie skupia się wyłącznie na życiu i funkcjonowaniu samego papieża.
Budynek zawiera apartamenty papieskie, różne watykańskie biura rządowe, prywatne i publiczne kaplice, muzeum, bibliotekę i Apartament Borgia.

## Historia
Dawny Pałac Watykański popadł w ruinę w czasie gdy papieże byli w niewoli awiniońskiej i nie mieszkali w Rzymie. W 1436 roku hiszpański podróżnik Pedro Tafur widział pałac w złym stanie co następnie zanotował: „Papieskie mieszkanie jest mizernym pałacem i kiedy ja tam byłem, to był on w złym stanie”.
Obecny kształt pałacu zaczął powstawać za pontyfikatu papieża Sykstusa V i jego budowę rozpoczęto 30 kwietnia 1589 roku, później różne jego części zostały ukończone za pontyfikatów papieży Urbana VII, Innocentego XI i Klemensa VIII.
W XV w. Pałac Apostolski był pod władzą prefekta pałacu. Pozycja prefekta spadała od XV do XIX w., kiedy Stolica Apostolska popadła w problemy finansowe. W związku z tym w 1884 r. gdy postanowiono poszukać oszczędności, papież Leon XIII zdecydował o stworzeniu komitetu, który miał administrować pałacem.